# Квисторп, Иоганн Готфрид
Иоганн Готфрид Квисторп (нем. Johann Gottfried Quistorp; 16 апреля 1755, Росток — 1 марта 1835, Грайфсвальд) — немецкий архитектор, живописец, примыкал к художественной школе дрезденских романтиков.

## Биография
Иоганн Готфрид Квисторп был пятым из девяти детей ростокского богослова, пастора церкви Николаикирхе в Ростоке, члена консисториального совета, доктора физики и метафизики Иоганна Якоба Квисторпа (1717—1766) и Катарины Терезии, урождённой Даллин (1722—1797), дочери архитектора шведско-немецкого происхождения Рудольфа Матиаса Даллина (около 1680—1743).
После ранней смерти отца в 1766 году он поселился со своим братом Иоганном (1758—1834), впоследствии доктором медицины и профессором ботаники, в Грайфсвальде, где завершил школьные и университетские занятия под опекой своего дяди Бернхарда Фридриха Квисторпа. Он также изучал прикладную математику, архитектуру и философию. В 1781—1782 годах учился попеременно в Берлинской академии искусств, Академии живописи в Лейпциге и Академии в Дрездене. Рисовал с гипсовых слепков и натурщиков, копировал картины старых мастеров в художественных галереях. Он также пользовался личной поддержкой известного художника-портретиста Антона Граффа. В 1782 году вернулся в Грайфсвальд и в 1788 году стал преемником одного из своих учителей, профессора А. Майера, в должности преподавателя академического рисунка и архитектуры в Университете Грайфсвальдa.
Он руководил начальными классами в Грайфсвальдском университете, которые стали отправной точкой того, что позже стало Институтом Каспара Давида Фридриха. У него было шестнадцать частных учеников, в том числе: Каспар Давид Фридрих, Вильгельм Титул, Антон Генрих Гладроу и Готлиб Гизе (художник и строитель из Грайфсвальда). Он дружил с Фридрихом и сопровождал его в поездках на этюды по Западной Померании.
В 1796 году художник женился на Саре Линде, которая умерла менее чем через год. Детей у них не было. В 1812 году Квисторп стал адъюнктом строительства и полевых измерений на философском факультете прикладной математики университета Грайфсвальда. В 1817 году получил степень доктора философии.
Помимо занятий науками и живописью Квисторп приобретал произведения искусства из разных старых коллекций. Он собрал около семидесяти картин маслом и более тысячи гравюр на меди, что оказывало в дальнейшем значительное и длительное влияние на эстетическую культуру его родного города. Часть коллекций позднее перешла во владение его племянника, тайного судьи Фридриха Квисторпа, который умер в 1879 году, а затем отошла городу.
По проектам архитектора были построены «дома Квисторпа» (Quistorp-Häuser), некоторые из которых сохранились до сих пор. Один из них, названный его именем (Quistorp-Bau), сохранился в Грайфсвальде, в нём теперь находится картинная галерея Государственного музея Померании (Pommerschen Landesmuseums).
Именем художника назван Квисторпвег в Гросс-Шёнвальде (район Грайфсвальда).